# Ділянка хори у Стрілецькій балці
Ділянка хори у Стрілецькій балці — заповідна територія в межах об'єкту світової спадщини ЮНЕСКО «Стародавнє місто Херсонес Таврійський та його хора», частина античного архітектурно-технологічного ансамблю.
Територія заповідної ділянки площею більш ніж 15 га розташована на пологій вершині південно-західного схилу Стрілецької балки за 2 км на південь від її устя, в центральній частині Гераклейського півострова. В межах вказаної території розташовані фрагментарно дві стародавні земельні ділянки елліністичного часу — № 151 (південна частина) і 175 (північна і центральна частини). На поверхні ділянок візуально простежуються прекрасно збережені сліди межових і плантажних стін, поздовжньої і поперечних доріг, залишки садиб.
В південно-східній частині ділянки № 151 розкопані і частково законсервовані залишки плантажних стін елліністичного часу. В межах ділянки 175 відомі залишки двох садиб — античної з оборонною баштою, побудованою з великих вапнякових блоків, у південній частині, і ранньосередньовічної — у північній. Крім того, на території заповідної ділянки розташовані залишки інших недосліджених кам'яних будівель, можливо, середньовічного часу.
Дана заповідна ділянка найменш вивчена, однак є одною з кращих за ступенем збереженості стародавніх конструкцій, схованих у землі, але видимих на поверхні і формуючих специфічний археологічний ландшафт херсонеської хори.